# 李良
李 良（り りょう、生没年不詳）は、秦末の武将。 秦から降伏した武臣配下の将軍であったが、武臣を殺害して、秦に降伏した。

## 生涯
秦に仕え、高い地位にあり、秦の二世皇帝胡亥から寵愛を受けていた。
二世元年（紀元前209年）7月、陳勝・呉広の乱が起こる。陳勝たちは陳を制圧すると、陳勝は国号を張楚とし、王を名乗った。陳勝は、各地に呉広や鄧宗・葛嬰・武臣を派遣し、秦の土地を攻略させた。武臣は邵騒・張耳・陳余とともに、趙を攻略した。
この頃、秦に仕えていた李良は武臣に降伏して仕えるようになったようである。
同年8月、武臣はさらに進軍して、趙の邯鄲に至った時、張耳と陳余の進言を聴き入れて、趙王を称した。張耳を右丞相に、邵騒を左丞相に、陳余を大将軍に任命された。武臣は、函谷関を攻撃するようにという陳勝の命令に反して、韓広に燕を攻略させ、張黶に上党を攻略させる。将軍に任命されていた李良は、趙の恒山を攻略するように命じられた。
二世二年（紀元前208年）11月、すでに恒山を平定した李良は、帰還して報告した。李良はまた、武臣に太原の攻略を命じられた。石邑に着くと、秦軍が井陘関を塞いでおり、前進できなかった。秦から、二世皇帝（胡亥）の使者であることを偽ったが送られ、李良に封じられていない手紙が手渡された。手紙には、「李良はかつて私（胡亥）に仕えて、高い地位を与えられ、深い寵愛を受けていたのだ。李良が本当に趙に反して秦のために働けば、李良の罪を許し、高い地位を与えよう」と書かれてあった。李良は手紙をもらったが、手紙の内容を疑って信じなかった。そこで、邯鄲に引き返して増援の兵を請おうとした。
邯鄲に着く道中で、武臣の姉が外出して酒を飲んで車に載って100余騎を従えている行列を見つけた。李良は遠くから見て、武臣の車の行列と思って道端で拝謁したが、武臣の姉は酔っていて将（李良）であると気づかず、車から降りずに、騎兵を遣わして李良に挨拶させた。元々、貴人であった李良は起き上がると、部下の手前、恥ずかしく思った。部下の一人が李良に言った。「天下中の人が秦にそむき、有能な人物はまず自立しています。さらに、趙王（武臣）は元々、将軍（李良）より出自が低いです。さきほど、女児（武臣の姉）が将軍に対して下車をしませんでした。どうか、武臣の姉を追って殺すことを許してください」。秦から内通を誘う手紙をもらい、元々、趙への反意を持っていたが、決断がつかなかっただけであった李良は、武臣の姉の無礼を怒り、部下を遣わして武臣の姉を道中で殺させ、そのまま兵を率いて邯鄲を襲った。李良の謀反は邯鄲では察知されておらず、李良は邯鄲に攻め込み、武臣と邵騒を殺した。
同年端月（1月）、邯鄲を逃亡した張耳と陳余は、趙の旧王族の趙歇を趙王とし、信都を根拠地とした。
李良は軍を進撃して、陳余を攻撃したが、陳余に敗れた。李良は逃走し、秦の章邯に降伏した。
二世三年（紀元前207年）10月、章邯が兵を率いて、邯鄲に到着すると、その民を全て河内へ移住させ、邯鄲の城郭を壊した。
その後の李良の事績は不明である。